# Big Big World (musikalbum)
Big Big World är ett studioalbum av den svenska popsångerskan Emilia Rydberg, släppt 23 oktober 1998. Albumet sålde guld i bland annat Danmark, Norge och Sverige.

## Låtlista
1. Good Sign - 3:02
2. Big Big World - 3:22
3. Come Into My Life - 3:17
4. Twist of Fate - 3:45
5. Like Chocolate - 3:03
6. What About Me? - 3:30
7. Life (Will Never Be The Same) - 3:08
8. Daddy's Girl - 2:58
9. Adam & Eve - 4:24
10. Maybe, Baby - 3:08
11. Big Big World (TNT's Big Phat Mix) 3:12
12. Maybe, Baby (Swing Style) 3:24

## Medverkande
- Emilia Rydberg – Sång, kompositör
- Lasse Andersson – Kompositör
- Johan Granström – Bas
- Peter Ljung – Klaviatur
- Göran Elmquist – Gitarr
- Christer Jansson – Trummor, Slagverk

## Listplaceringar
| Lista (1997-1999)   | Topplacering |
| ------------------- | ------------ |
| Belgien ( Flandern) | 46           |
| Finland             | 14           |
| Frankrike           | 48           |
| Nederländerna       | 76           |
| Norge               | 4            |
| Nya Zeeland         | 34           |
| Schweiz             | 2            |
| Sverige             | 14           |
| Österrike           | 6            |